# Hortobágy

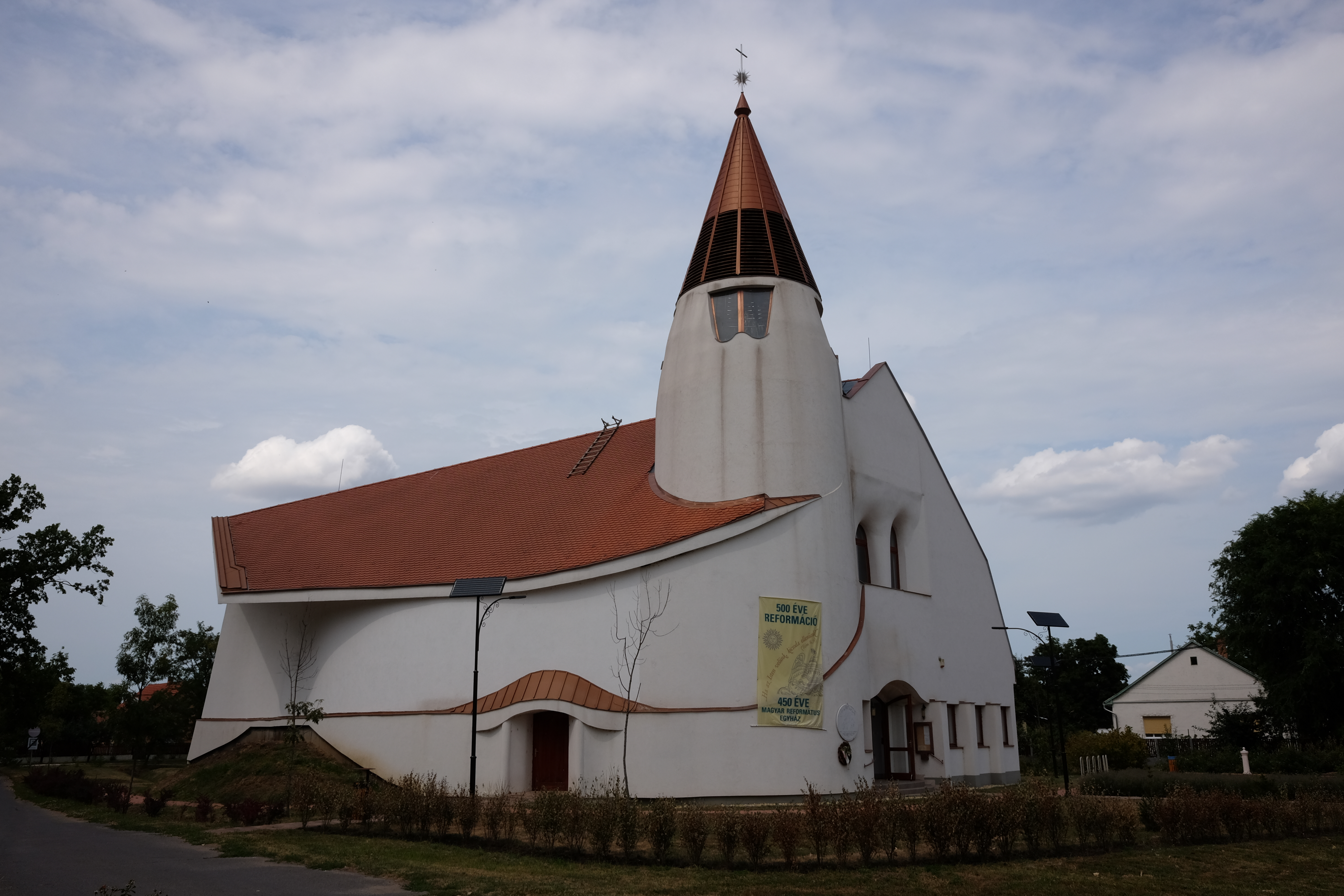
El Ökumenikus Pusztatemplom en el pueblo

Hortobágy es un pueblo del condado de Hajdú-Bihar, en el este de Hungría. Se encuentra a orillas del río Hortobágy, que se cruza en Hortobágy por el Puente de los Nueve Arcos, uno de los principales monumentos artificiales del Parque Nacional de Hortobágy. El parque está compuesto principalmente por las áreas restantes de la puszta húngara.

## Incidente explosivo de 2016
El 1 de julio de 2016, cuatro expertos en demolición de las Fuerzas de Defensa Húngaras murieron y otro resultó gravemente herido al intentar detonar una bomba de fragmentación de 250 kilogramos de fabricación rusa, fabricada poco después de la Segunda Guerra Mundial. El incidente tuvo lugar en un campo de tiro dentro del Parque Nacional de Hortobágy. El campo de tiro abarca 4 000 hectáreas y ha sido utilizado para prácticas por las fuerzas armadas húngaras durante décadas. Se informó que el detonador ya había sido retirado cuando se produjo la explosión. Esta zona remota y escasamente poblada fue utilizada como campo de tiro por el Ejército Húngaro durante décadas después de la Segunda Guerra Mundial. Los soldados fueron condecorados con la medalla Hazáért Érdemjel.